# Teatro dell'Opera di Stato ungherese
Il Teatro dell'Opera di Stato ungherese (in ungherese Magyar Állami Operaház) è un centro teatrale lirico di Budapest, uno dei maggiori esempi di architettura neorinascimentale. Si trova nella parte di Pest, nel quartiere distretto di Terézváros, in Andrássy út 20.

## Storia

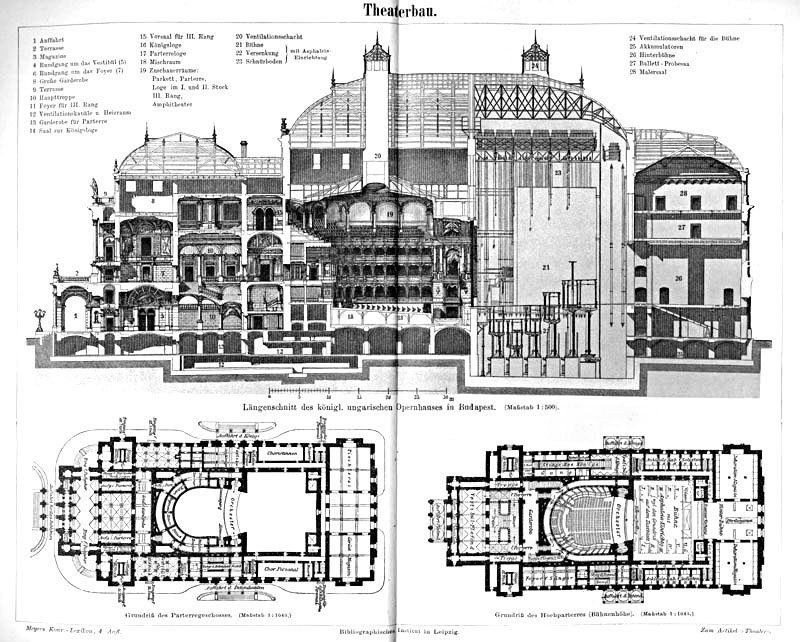

Costruito da Miklós Ybl tra il 1875 e il 1884, è un edificio riccamente decorato, ed è considerato uno dei suoi capolavori. In stile neorinascimentale con elementi barocchi, è arricchito con affreschi e sculture di Bertalan Székely, Mór Than e Károly Lotz. Venne inaugurato il 27 settembre 1884 con una capienza di 1 310 posti.

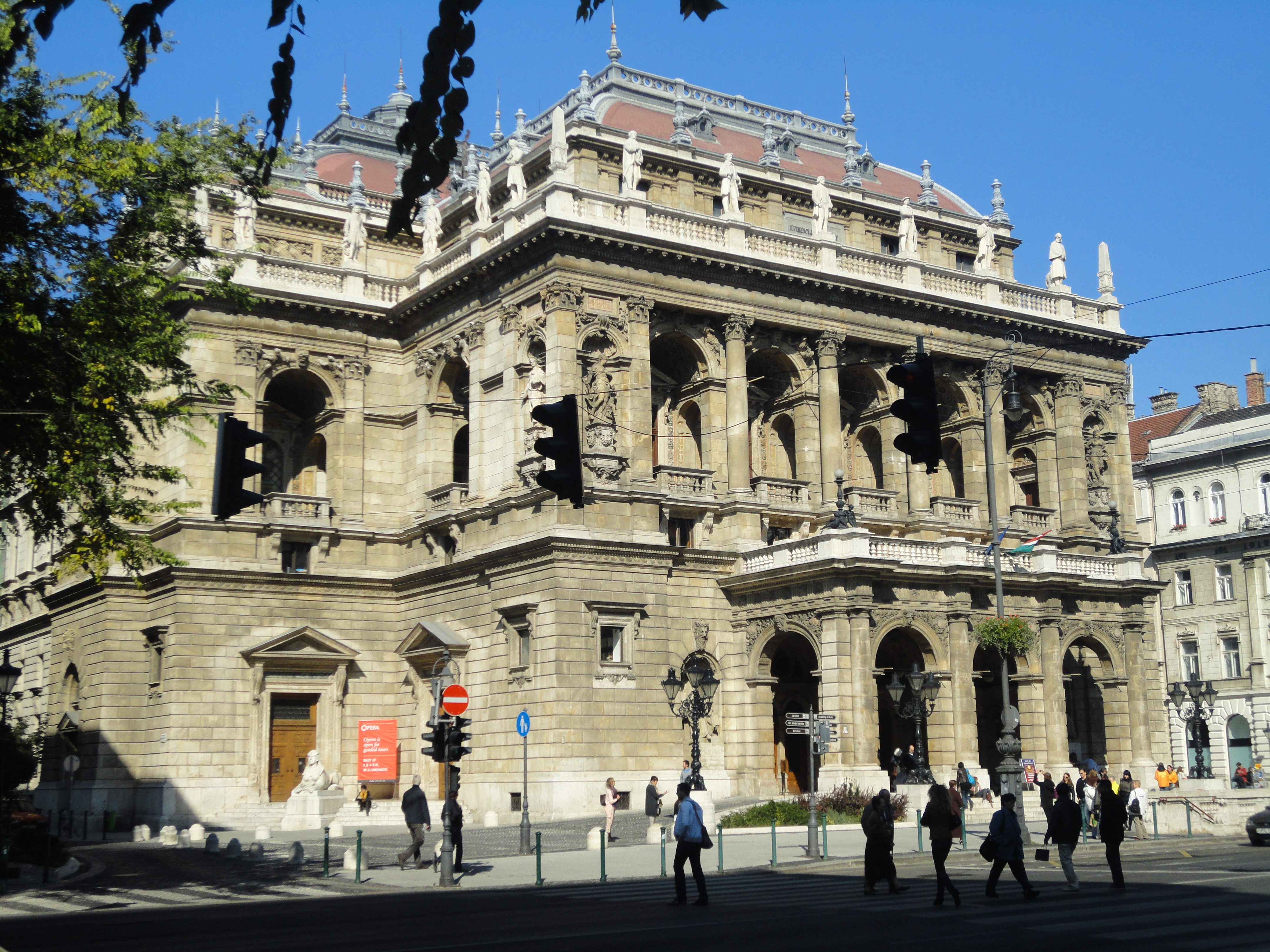

Di fronte alla facciata vi sono le statue di Ferenc Erkel, compositore dell'inno nazionale, e del compositore classico Franz Liszt, entrambe di Alajos Stróbl.
Nel 1886 avviene la prima assoluta del Trio per pianoforte e archi n. 3 di Johannes Brahms, con Jenő Hubay, David Popper e lo stesso Brahms.
Gustav Mahler ne fu direttore dal 1888 al 1891.